# Nasty Singles
Nasty Singles es el tercer álbum de estudio de la cantante dominicana Natti Natasha, publicado el 8 de diciembre de 2023. 
El álbum inicialmente generó doce sencillos: «WOW BB», «Mayor Que Usted», «Lokita», «To’ Esto Es Tuyo», «En Bajita», «Algarete», «La Falta Que Me Haces (Bachata Version)», «No Pare», «No Pare (Remix)», «Ándale», «Tu Tattoo», «Ya No Te Extraño».
El álbum fue lanzado casi dos años después del debut del primer sencillo entre los once que lo preceden, lo que inspiró el nombre del proyecto.
NastySingles debutó en el número uno de la lista estadounidense Top Latin Albums de iTunes. Junto con el lanzamiento del álbum, se lanzó «Ya No Te Extraño», producido por Los Legendarios, Daddy Yankee y Raphael Pina.